# Aristomorphus latipes
Aristomorphus latipes är en skalbaggsart som först beskrevs av August Reichensperger 1933.  Aristomorphus latipes ingår i släktet Aristomorphus och familjen stumpbaggar. Inga underarter finns listade i Catalogue of Life.